# Raiders d'Oakland
Cet article court présente un sujet plus développé dans : Raiders de Las Vegas.
Pour les articles homonymes, voir Raiders.

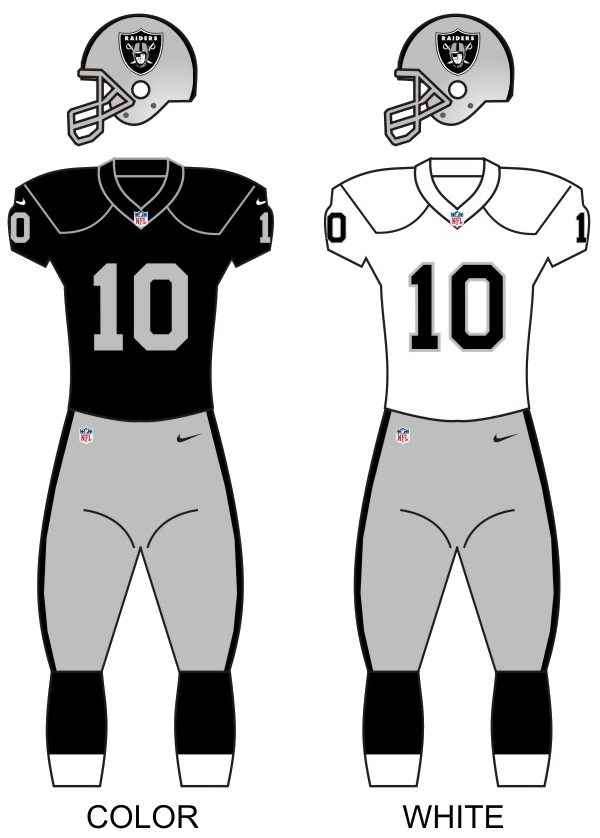
L'uniforme des Raiders de Las Vegas, anciennement les Raiders d'Oakland.

Les Raiders d'Oakland étaient le nom que portait la franchise de la National Football League des Raiders de Las Vegas entre 1960 et 1981, puis de 1995 à 2019, avant leur déménagement pour Las Vegas, dans le Nevada.